# Alejandro Millán Mon
Alejandro Millán Mon (Pontevedra, 1956)

### Vida personal
Casado, tiene cuatro hijos.